# Flöthe
Flöthe [fløːtə] ist eine Gemeinde der Samtgemeinde Oderwald (Sitz in Börßum) im niedersächsischen Landkreis Wolfenbüttel.

## Geografie

### Lage
Flöthe liegt wenige Kilometer ostsüdöstlich der kreisfreien Stadt Salzgitter am Westhang des Oderwalds zwischen Schladen im Süden und Wolfenbüttel im Norden.
Groß Flöthe wird talseitig von der Fuhse begrenzt, die etwa zwei Kilometer weiter östlich am Oderwald entspringt. Klein Flöthe wird von einem Nebengewässer der Fuhse durchflossen und liegt unmittelbar an der Autobahn A 36.
Der höchste Punkt der Gemeinde liegt am Südhang des Hungerbergs im Oderwald und hat eine Höhe von 188 m ü. NHN.

### Gemeindegliederung
Die beiden Ortsteile der Gemeinde sind:
- Groß Flöthe
- Klein Flöthe

## Geschichte
Erstmals wurde die Gemeinde im Jahr 1170 als Flathi urkundlich erwähnt.

### Ortsname
Alte Bezeichnungen des Ortes sind 780–802 Flotide, 1013 Flathi, 1142 Flatide, 1187 Flothethe, 1189 Vlothe und 1194 Flotethe.

### Eingemeindungen
Im Zuge der Gebietsreform in Niedersachsen, die am 1. März 1974 stattfand, wurden die zuvor selbständigen Gemeinden Groß Flöthe und Klein Flöthe in die neue Gemeinde Flöthe eingegliedert.

## Politik

### Gemeinderat
Der Rat der Gemeinde Flöthe setzt sich aus elf Mitgliedern zusammen. Die Ratsmitglieder werden durch eine Kommunalwahl für jeweils fünf Jahre gewählt.
Bei der Kommunalwahl 2021 ergab sich folgende Sitzverteilung:
| Gemeinderat 2021Insgesamt 11 Sitze - SPD: 2 - WGF: 4 - WIR: 5 WIR: Wählerinitiative „Wir für Flöthe“ WGF: Wählergemeinschaft Flöthe |

### Bürgermeister
Bürgermeister ist Christian Lehmberg von der WG Flöthe.

### Wappen
Blasonierung: „In Grün über einem silbernen Wellenbalken der silberne Umriss eines gestielten Lindenblattes (Pikblattes), darin in Grün drei ausgeschnittene silberne Blätter im Dreipass.“
Die Blattform nimmt steinerne Ornamente, die sich an der Kirche in Groß-Flöthe befinden, und die Form im Samtgemeinde-Wappen auf. Die grüne Grundfarbe verweist auf die landwirtschaftliche Prägung des Ortes und den nahen Oderwald. Der Wellenbalken symbolisiert die Fuhse.

## Ortsansichten

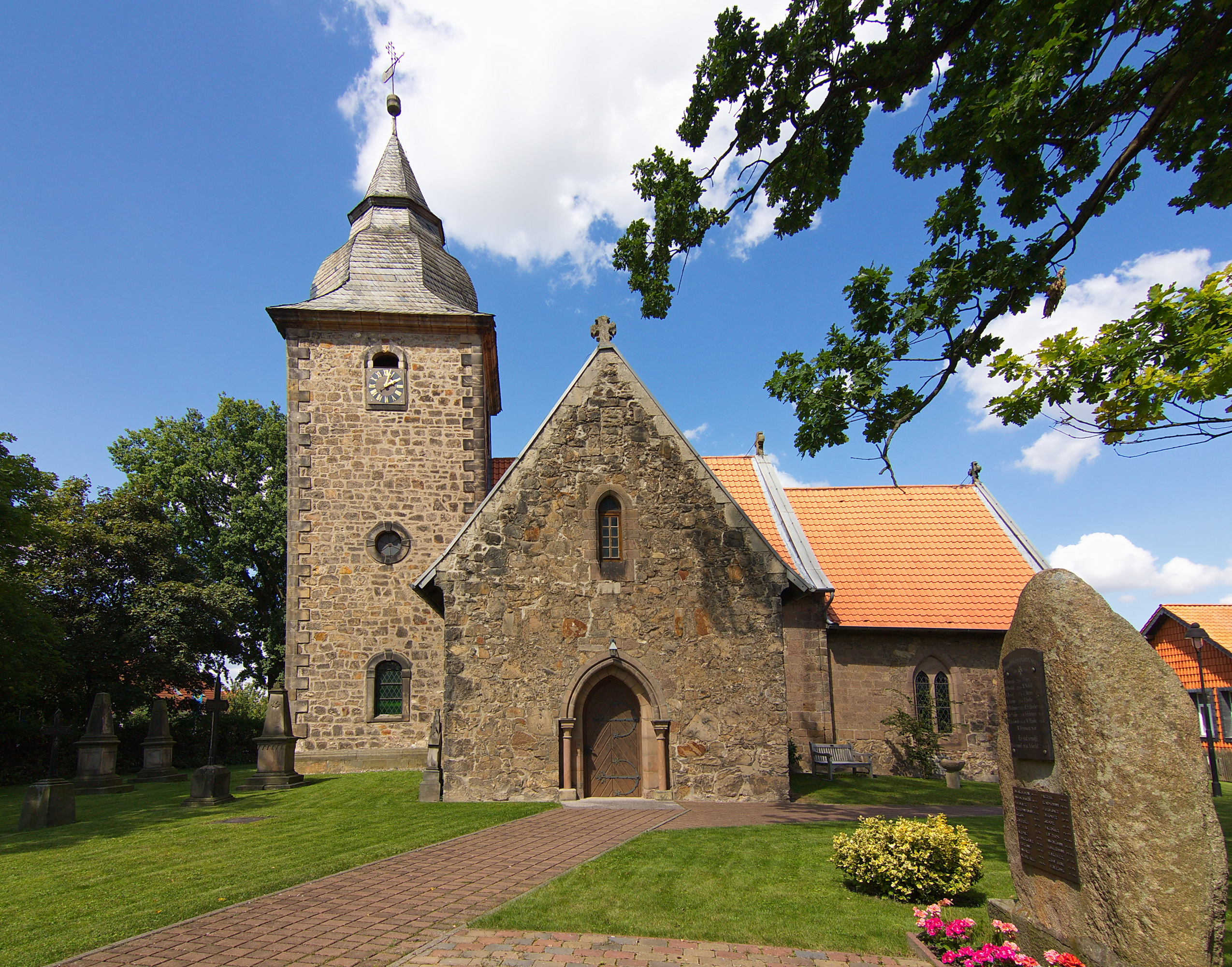
Dorfkirche in Klein Flöthe
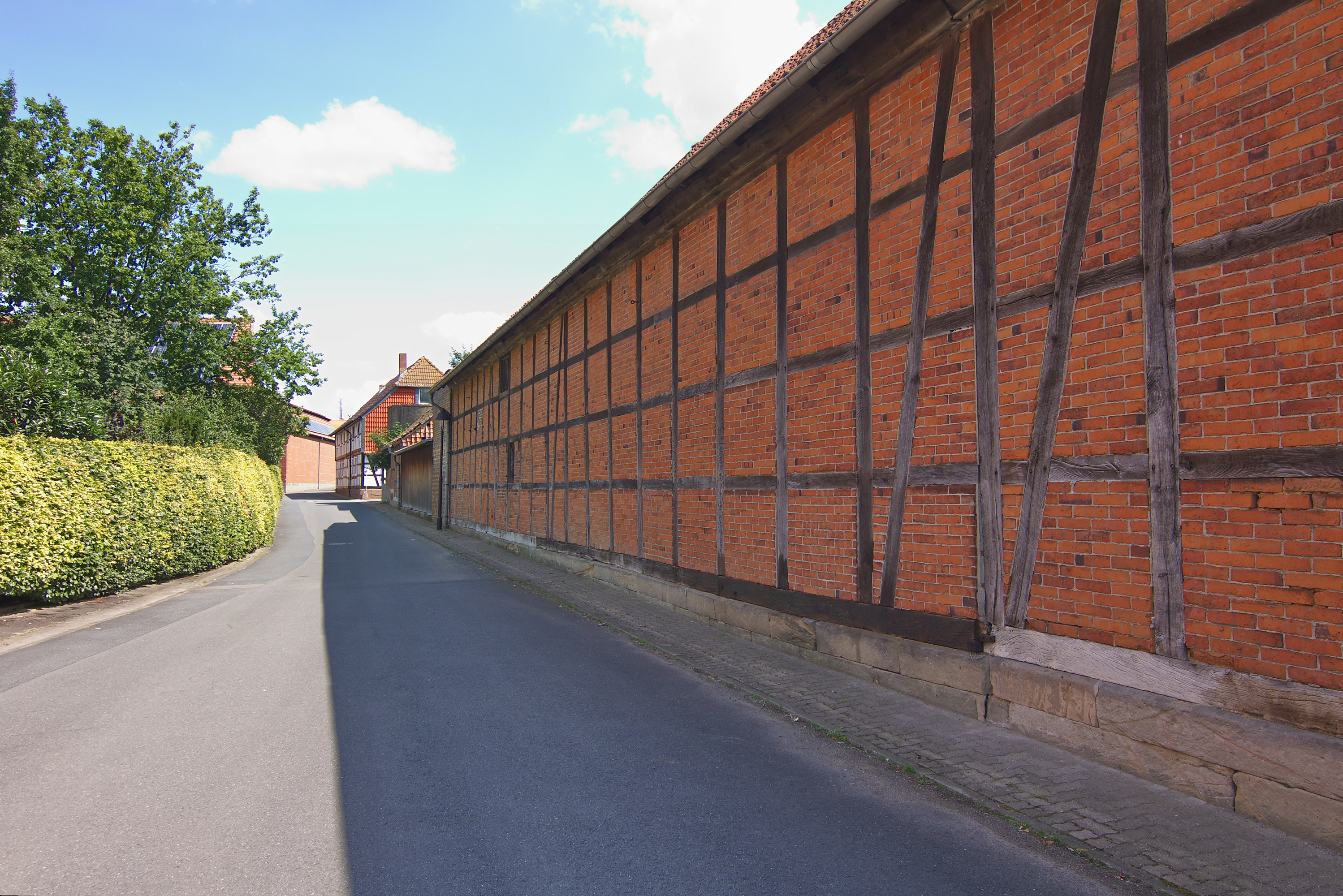
Ortsblick in Klein Flöthe
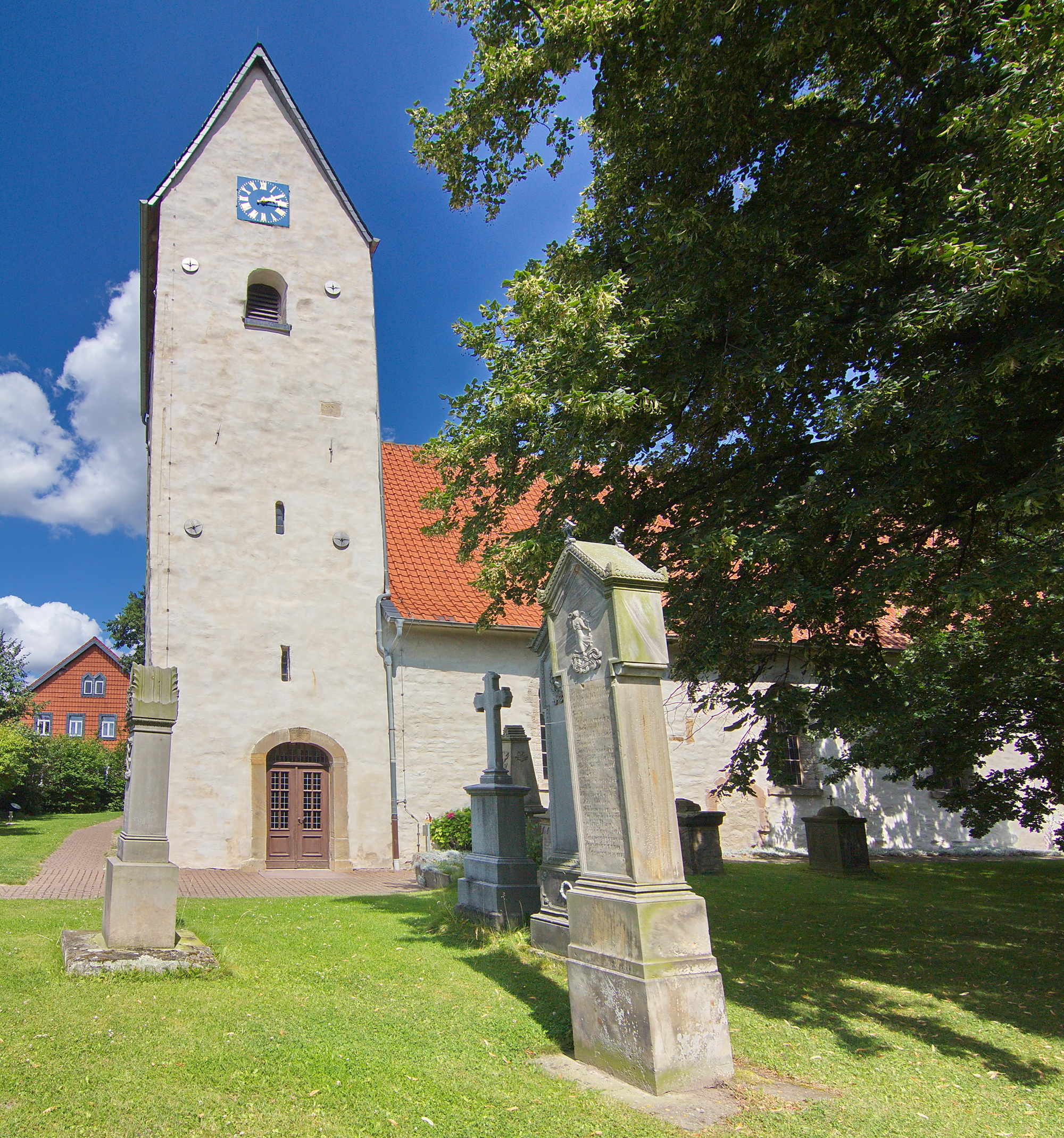
St.-Lambertus-Kirche in Groß Flöthe
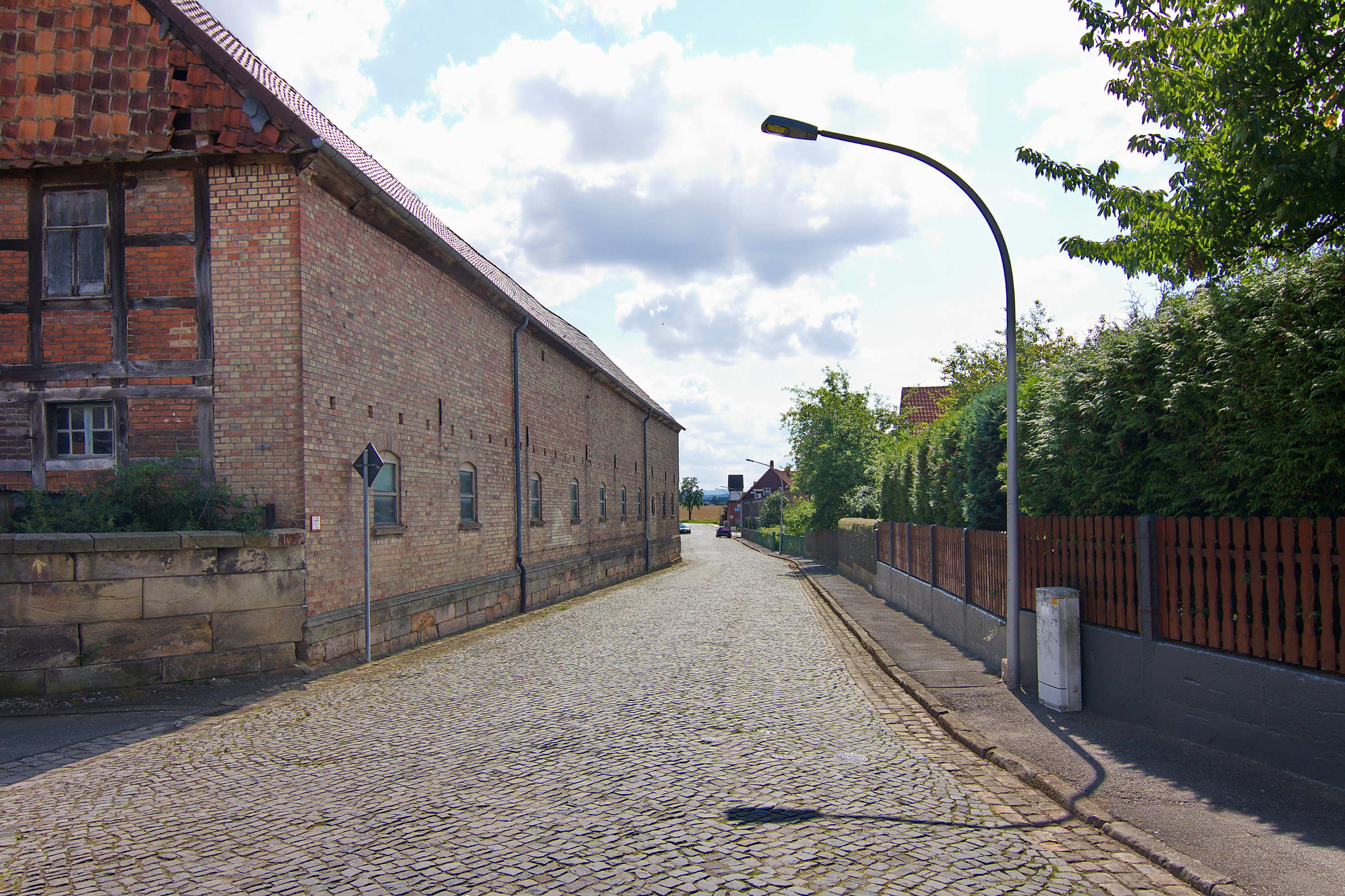
Ortsblick in Groß Flöthe

## Infrastruktur
Die Bundesautobahn 36 mit dem Anschluss in Klein Flöthe liegt östlich der Gemeinde.

## Söhne und Töchter der Gemeinde
- Ernst-August Ahrens (1860–1926), Landwirt und Verbandsfunktionär
- Gustav Giesecke (1887–1958), Politiker (SRP) und Abgeordneter des Niedersächsischen Landtages
- Werner Willikens (1893–1961), Politiker (NSDAP), Agrarfunktionär und SS-Gruppenführer